# Димогарні труби

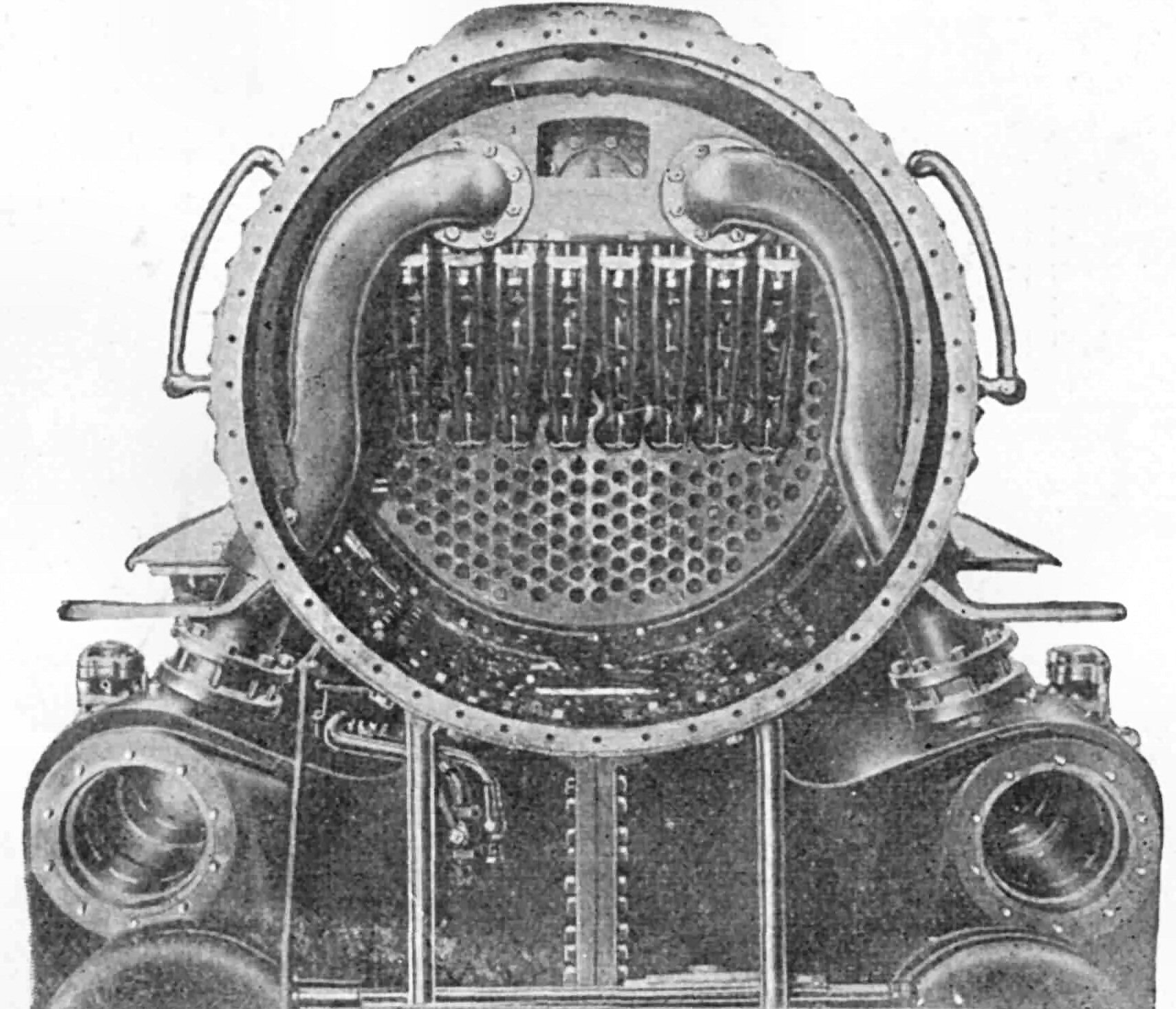
Вид на трубчасту решітку. Розташовані в нижній частині димогарні труби значно менші в діаметрі, ніж жарові які розташовані над ними.

Димогарні труби — елементи конструкції парового котла, основний компонент його циліндричної частини, який служать для збільшення площі нагрівання. Як зрозуміло з назви, дані труби призначені для пропуску гарячих газів горіння, що утворилися в топці, і передачі теплоти цих газів воді, яка знаходиться навколо цих труб.
Прототипи сучасних димогарних труб з'явилися досить давно і застосовувалися не тільки на парових котлах. Одним з прикладів цього є самовар з вертикальною димогарною трубою. Надалі схема парового котла з однією димогарною трубою досить часто застосовувалася на початку XIX століття. Справжній прорив у застосуванні димогарних труб стався в 1829 році, коли Джордж Стефенсон на своєму новому паровозі «Ракета» встановив відразу 25 таких труб, що різко збільшило пароутворення, завдяки чому паровоз зміг виграти змагання.
Кількість димогарних труб визначає тягові та теплотехнічні властивості паровоза. Збільшення числа димогарних труб дозволяє за один і той же час виробляти більше пари, проте їх максимальну кількість обмежує ряд факторів. Насамперед це розміри самого котла, а також мінімальний рівень води в котлі. Також частина об'єму котла потрібна для установки жарових труб (пароперегрівач). Крім цього, кількість димогарних труб обмежена за умовами міцності торцевих ґрат і по мінімальній відстані між трубами (необхідно для вільного пропуску бульбашок пари).